# Grupo de Forcados Profissionais de Lisboa
O Grupo de Forcados Profissionais de Lisboa foi um grupo de forcados profissionais fundado no último quartel do século XIX, na cidade de Lisboa.
Entre o último quartel do século XIX e o primeiro quartel do século XX os forcados profissionais pegavam a maioria das corridas de toiros.
De entre os grupos profissionais destacou-se o Grupo de Lisboa, pelo seu número e qualidade de atuações e pela longevidade da sua atividade. Veio contudo a extinguir-se com o advento e consolidação dos forcados amadores, que não cobravam lucrativamente pelas suas atuações.

## Cabos
- António Matias, o Leiteiro
- João Raiva
- Alberto Vieira
- Adelino de Carvalho

## Tragédia
No dia 10 de Setembro de 1953 numa corrida realizada na Monumental do Campo Pequeno, o forcado João Raiva, de seu nome completo João Fernandes Júnior, na 2.ª tentativa da 1ª pega após ser investido como Cabo sofreu a perfuração de uma vista por uma bandarilha que lhe atingiu o cérebro, falecendo no dia seguinte.